# Childress County
Das Childress County ist ein County im Bundesstaat Texas der Vereinigten Staaten. Das U.S. Census Bureau hat bei der Volkszählung 2020 eine Einwohnerzahl von 6.664 ermittelt. Der Sitz der County-Verwaltung (County Seat) befindet sich in Childress.

## Geographie
Das County liegt nördlich des geographischen Zentrums von Texas im sogenannten Texas Panhandle, an der Grenze zu Oklahoma und hat eine Fläche von 1848 Quadratkilometern, wovon 8 Quadratkilometer Wasserfläche sind. Es grenzt im Uhrzeigersinn an folgende Countys: Collingsworth County, Hardeman County, Cottle County und Hall County.

## Geschichte
Childress County wurde am 21. August 1876 aus Teilen des Bexar County und Young County gebildet und die Verwaltungsorganisation am 11. April folgenden Jahres abgeschlossen. Benannt wurde es nach George Campbell Childress (1804–1841), einem von fünf Autoren der texanischen Unabhängigkeitserklärung.
Im 17. und 18. Jahrhundert lebten in diesem Gebiet die Apachen, im 19. Jahrhundert die Comanchen, welche im Red River Krieg 1874 von der US-Armee vernichtend geschlagen wurden und sich in den folgenden zwei Jahren in Reservate zurückzogen.
1879 entstand die OX Ranch von A. Forsythe und Doss D. Swearingen, die die Größe der südlichen Hälfte des Countys hatte und teilweise bis in das Cottle und Motley County reichte. 1883 folgten die Shoe Nail Ranch im Norden und die Mill Iron Ranch im Nordwesten, die bis in das Collingsworth County reichte. In den folgenden Jahren bestimmten diese Ranches das Bild der Gegend und der Zuzug weiterer Personen ging nur schleppend voran.
1887 bekam das County Anschluss an die Eisenbahn, die von Fort Worth bis an die Grenze zu New Mexico gebaut wurde. Dies brachte auch die ersten Farmer, die entlang dieser Strecke ihre Waren leicht nach Osten schicken konnten. Im Jahr 1900 gab es bereits 262 Farmen. Zu dieser Zeit begann der Zerfall der riesigen Ranches und 1910 war die Zahl der Farmen auf 961 und 1930 auf 1348 gestiegen.
Mit dem Bau der Fort Worth and Denver South Plains Railway von Estelline nach Plainview und Lubbock in den Jahren 1927–28 und dem Bau der Fort Worth and Denver Northern Railway 1931–32 nach Pampa über Wellington und Shamrock brachten dem County einen wirtschaftlichen Aufschwung und einen rasanten Anstieg der Population. So hatte das County 1900 nur 2138 Einwohner, 1930 bereits 16.044 Einwohner. Um 1940 kam es zu einem weiteren sprunghaften Anstieg durch den Bau der Childress Army Air Base. Nach 1950 zogen viele Menschen auf der Suche nach Arbeit in die umliegenden größeren Städte und die Einwohnerzahl sank bis zum Jahr 2000 auf 7688.

## Demografische Daten

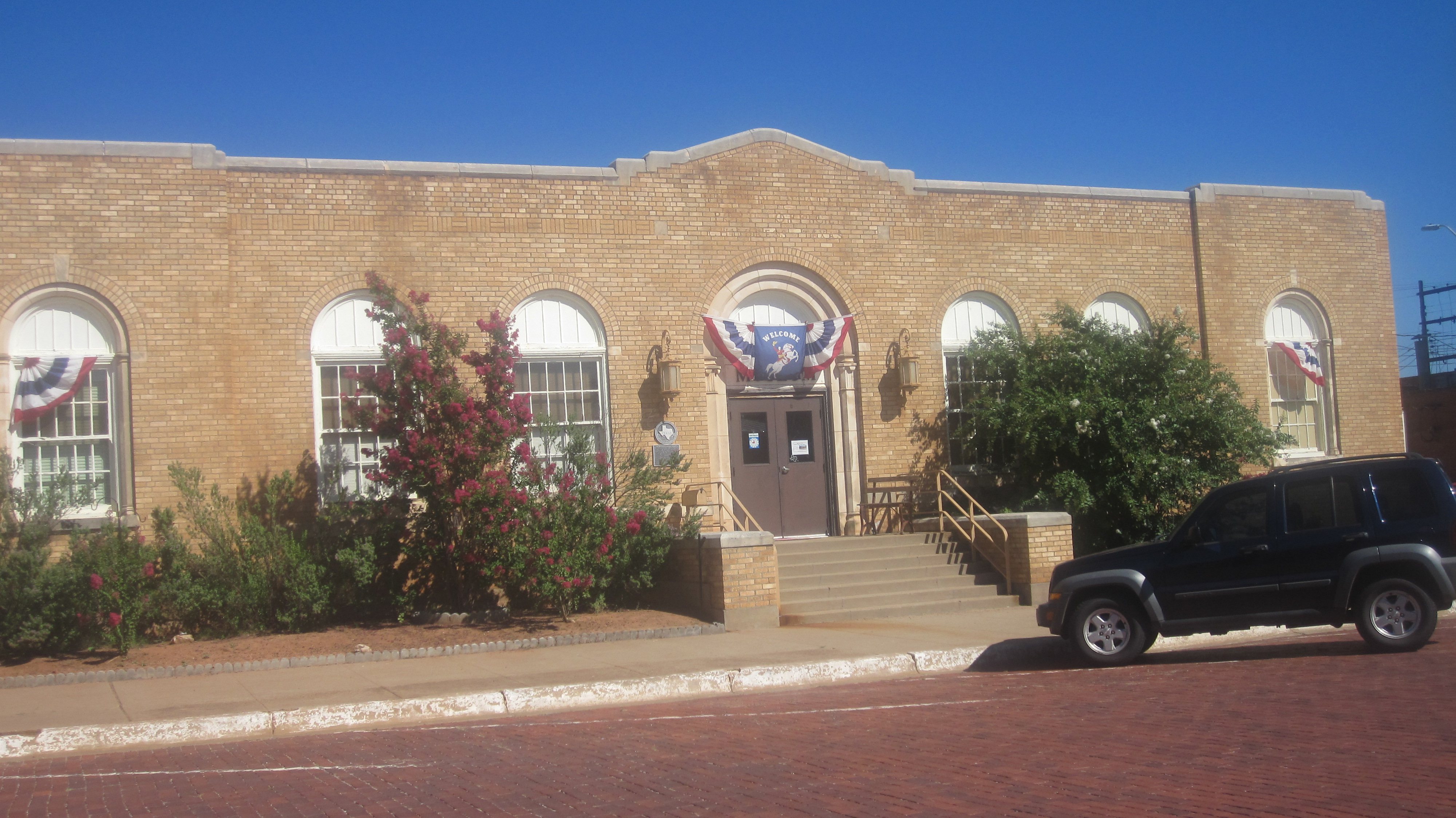
Childress County Heritage Museum

Alterspyramide des Childress Countys (Stand: 2000)

Nach der Volkszählung im Jahr 2000 lebten im Childress County 7.688 Menschen in 2.474 Haushalten und 1.650 Familien. Die Bevölkerungsdichte betrug 4 Einwohner pro Quadratkilometer. Ethnisch betrachtet setzte sich die Bevölkerung zusammen aus 67,70 Prozent Weißen, 14,09 Prozent Afroamerikanern, 0,33 Prozent amerikanischen Ureinwohnern, 0,30 Prozent Asiaten, 0,05 Prozent Bewohnern aus dem pazifischen Inselraum und 15,70 Prozent aus anderen ethnischen Gruppen; 1,83 Prozent stammten von zwei oder mehr Ethnien ab. 20,47 Prozent der Einwohner waren spanischer oder lateinamerikanischer Abstammung.
Von den 2.474 Haushalten hatten 31,3 Prozent Kinder oder Jugendliche, die mit ihnen zusammen lebten. 52,4 Prozent waren verheiratete, zusammenlebende Paare 11,4 Prozent waren allein erziehende Mütter und 33,3 Prozent waren keine Familien. 30,8 Prozent waren Singlehaushalte und in 16,5 Prozent lebten Menschen im Alter von 65 Jahren oder darüber. Die durchschnittliche Haushaltsgröße betrug 2,40 und die durchschnittliche Familiengröße betrug 3,00 Personen.
22,1 Prozent der Bevölkerung war unter 18 Jahre alt, 12,1 Prozent zwischen 18 und 24, 30,6 Prozent zwischen 25 und 44, 19,4 Prozent zwischen 45 und 64 und 15,8 Prozent waren 65 Jahre alt oder älter. Das Medianalter betrug 37 Jahre. Auf 100 weibliche Personen kamen 142,4 männliche Personen und auf 100 Frauen im Alter von 18 Jahren oder darüber kamen 149,5 Männer.
Das jährliche Durchschnittseinkommen eines Haushalts betrug 27.457 USD, das Durchschnittseinkommen einer Familie betrug 35.543 USD. Männer hatten ein Durchschnittseinkommen von 25.606 USD, Frauen 20.037 USD. Das Prokopfeinkommen betrug 12.452 USD. 13,7 Prozent der Familien und 17,6 Prozent der Einwohner lebten unterhalb der Armutsgrenze.

## Orte im County
| - Arlie - Carey | - Childress - Kirkland | - Loco - Tell |